# 速水龍一
速水 龍一（はやみ りゅういち）は、森川ジョージ原作の漫画『はじめの一歩』に登場する架空の人物。生年月日は1972年12月23日（一歩より1歳年上、初登場時19歳）。山羊座のO型。アニメ版での声優は辻谷耕史。

## 来歴・人物
音羽ボクシングジム所属のプロボクサー。元日本ジュニアフェザー級1位。デビュー時はフェザー級だった。戦績は22戦10勝12敗。一人称は「オレ」。
アマチュア時代は「ショットガン」と呼ばれる回転の速い左右の連打を武器に53戦53勝46KO無敗の記録を打ち立て、インターハイを3連覇した、高校ボクシング界のトップ選手だった。スター選手のいない日本プロボクシング界を憂慮してプロに転向、その華麗な経歴と実力、豊富な練習量に裏打ちされた自信溢れる発言でデビュー当時から注目を浴び、加えてその端正なルックスで女性ファンの絶大な人気を集めていた。本人もそのビッグマウスぶりとは裏腹にボクシングに対しては真摯で、ボクシング界を盛り上げようと考え行動していた。しかし、実力に絶対の自信がある分、対戦相手を少し甘く見る傾向があり（一歩戦も心中では「最初から安パイだ」と思っていた）、それが後の敗戦に繋がることとなる。
宮田と並ぶ優勝の最有力候補と目されて出場したフェザー級東日本新人王決定戦の準決勝で幕之内一歩と対戦。開始直後は一歩に実力の差を見せつけて圧倒するも、インファイター対策に用いていた左アッパーにカウンターを合わせられ、足が止まって持ち込まれた乱打戦の末、最後は強烈な右アッパーを顎に受け1RKOで敗北した。
新人王戦の後、ジュニアフェザー級に転向して日本ランキング1位に上り詰め、真田一機が返上したタイトルを巡り、同じくジュニアフェザー級に転向して2位にランキングされた同期の小橋健太と対戦。序盤から中盤にかけて手数で優位に立ったが、強引に乱打戦に持ち込まれ、一歩戦以来脆くなっていた顎にワンツーパンチの直撃を受けて失神、8RTKOで敗れた。同じアマチュア出身の板垣学いわく、この敗戦以降速水はプロでは通用しないという評価が定着したらしい。
後に小橋が引退した際に「同期では、一歩、千堂、宮田、間柴以外は全員辞めている」と発言していることから、一度は速水も引退したようだが、後に現役として試合に出場する姿が描かれている。しかし、打たれ弱さで逆転負けを喫し、気の強さから全快前に試合を組む悪循環に陥り、その結果日本ランキングから外れ、ジムの会長からもセコンドに付いてもらえないなど見放されている。本来ならジム側から引退勧告すべきなのだが、速水は芸能関係を含めて顔が広くチケットが売れるために黙認されているのが現状であり、速水本人も「伝説を作る」と豪語して、諦めていない。
新人王戦後、アリス『チャンピオン』のカラオケのイメージビデオに日本王者の役で出演していた。
モデルとなっているのは、実在するプロボクサーのヘクター・カマチョ。ファイトスタイルのみではなく、増長した様な態度をとり、自分をショーアップするスタイルなども参考にしている。

## パンチ
- ショットガン（高速の左右連打）[10]
- ショートアッパー（懐に潜り込んできたインファイターを迎撃する左アッパー）